# Friedrich Wilhelm Kellermeister von der Lund

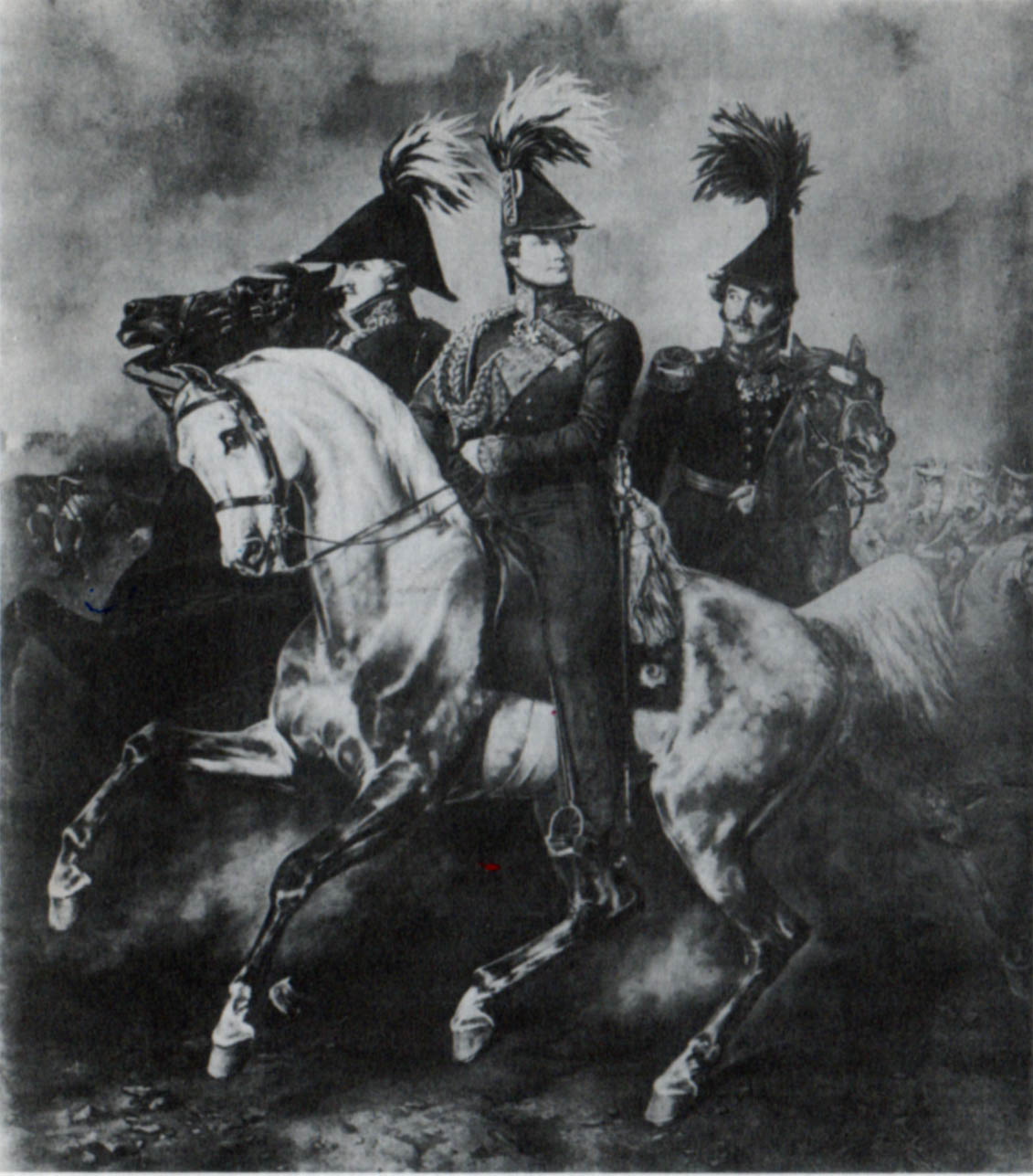
General Ernst von Pfuel (1. Kommandant), Kronprinz Friedrich Wilhelm, Oberst Friedrich Wilhelm Kellermeister von der Lund (2. Kommandant)

Friedrich Wilhelm Freiherr Kellermeister von der Lund (* 17. November 1781 in Mühlhausen (Kreis Preußisch Holland); † 24. Dezember 1859 in Köln) war ein preußischer Generalleutnant und Kommandant von Köln.

## Leben

### Herkunft
Seine Eltern waren Franz Georg Karl Ludwig Kellermeister von der Lund (* 1749; † 22. Februar 1785) und dessen Ehefrau Charlotte Luise, geborene Vulpius (* 1752; † 20. Oktober 1831).

### Militärkarriere
Kellermeister besuchte die Kadettenhäuser in Kulm und Berlin. Am 15. April 1797 wurde er als Gefreitenkorporal im Füsilierbataillon „von Tilly“ der Preußischen Armee angestellt. Bis November 1799 avancierte Kellermeister zum Sekondeleutnant und fungierte ab 1804 als Bataillonsadjutant. Während des Vierten Koalitionskrieges kämpfte er bei Wraclawek, Soldau, Marienwerder und Heilsberg. Im Gefecht bei Braunsberg wurde er verwundet.
Nach dem Frieden von Tilsit wurde Kellermeister am 22. Januar 1808 in das 1. Westpreußische Infanterie-Regiment versetzt und am 20. Februar 1808 mit dem Orden Pour le Mérite ausgezeichnet. Am 27. Mai 1811 kam er als Premierleutnant in das Normal-Infanterie-Regiment. Dort stieg er am 8. Januar 1812 zum Stabskapitän sowie am 12. April 1813 zum Kapitän und Kompaniechef auf. Während der Befreiungskriege wurde Kellermeister in der Schlacht bei Großgörschen verwundet und mit dem Orden des Heiligen Wladimir IV. Klasse ausgezeichnet. In der Schlacht bei Bautzen zog er sich durch einen Schuss durch Mund, Zunge und Hals schwere Verletzungen zu. Für Großgörschen erhielt er am 19. Mai 1813 noch das Eiserne Kreuz II. Klasse. Auf Grund seiner schweren Verletzung wurde er am 19. Juni 1813 als Kommandeur des Ersatzbataillons in das 2. Garde-Regiment zu Fuß versetzt und ein Jahr später zum Major befördert. Nach der Rückkehr Napoleons aus seinem Exil in Elba wurde das Regiment nach Frankreich in Marsch gesetzt, nahm aber nicht an Kampfhandlungen teil.
Am 16. Februar 1816 wurde Kellermeister als zweiter Kommandant in die Festung Köln versetzt und in dieser Stellung am 20. März 1822 zum Oberstleutnant sowie 30. März 1828 mit Patent vom 6. April 1828 zum Oberst befördert. Am 22. Juli 1832 erhielt er eine Prämie von 200 Talern und am 30. März 1836 den Charakter als Generalmajor. Ende März 1839 mit einer Prämie von 500 Talern bedacht, wurde Kellermeister 11. Juni 1839 das Patent zu seinem Dienstgrad mit Datum vom 30. März 1836 verliehen. Am 30. April 1844 wurde er zum Generalleutnant befördert. Mit der gesetzlichen Pension erhielt Kellermeister am 6. April 1847 seinen Abschied. Anlässlich seines 50-jährigen Dienstjubiläums wurde ihm der Stern zum Roten Adlerorden II. Klasse verliehen. Am 16. Juli 1847 bekam er auch noch eine Zulage von 500 jährlich zu seiner Pension und am 13. Januar 1857 die Krone zum Orden Pour le Mérite. Er starb am 24. Dezember 1859 in Köln.

### Familie
Kellermeister heiratete am 30. Oktober 1811 in Kay Ulrike Philippine von Gersdorff (* 1788; † 27. Februar 1863) aus dem Haus Kay. Das Paar hatte mehrere Kinder:
- Konstantin Theodor Robert (* 16. September 1812; † 2. Oktober 1876), Oberstleutnant a. D.
- Friedrich Wilhelm Alexander Hermann Valentin (* 4. März 1815; † 6. Januar 1889), Oberst a. D. ⚭ Friederike Tietz
- Anton Aloysius Columbus (* 26. November 1817; † 1. April 1884), Oberstleutnant a. D.
- Marie Antonie Franziska Wilhelmine Alexandra (* 30. November 1818)
- Marie Therese Pauline (* 8. August 1820)
- Rosalie Mathilde Ulrike Alexandrine (* 7. Oktober 1822)